# Камо (большевик)
Симо́н Арша́кович Тер-Петрося́н, известный под партийным псевдонимом Камо́ (15 [27] мая 1882, Гори — 14 июля 1922, Тифлис) — российский революционер, один из организаторов подпольных типографий, транспорта оружия и литературы, денежных экспроприаций. Неоднократно сбегал и организовывал побеги из мест лишения свободы. Попав в Берлин и спасая свою жизнь, искусно симулировал сумасшествие и нечувствительность к боли, чем озадачил лучших врачей Европы того времени и вызвал огромную поддержку со стороны многих социалистических газет, прозвавших его «героем революции», а также лично Карла Либкнехта. Четыре раза приговаривался к смертной казни, заменённой согласно амнистии по случаю трёхсотлетия дома Романовых двадцатилетним заключением. Освобождён Февральской революцией. В 1918—1920 годах — организатор большевистского подполья на Кавказе и юге России. Погиб в Тифлисе в 1922 году, попав под автомобиль.

## Биография
Родился в городе Гори Тифлисской губернии в армянской семье состоятельного подрядчика первым из пятерых детей (его матери на момент родов было почти 16 лет). С семи лет учился в армянской школе, а в одиннадцать лет перешёл в городское училище. В 1898 году был исключён за плохое поведение (на уроках закона Божьего), после чего уехал в Тифлис к тётке с целью готовиться на вольноопределяющегося. Тогда же порвал с отцом. Вскоре по причине разорения отца и болезни матери вернулся в Гори, а после её смерти увёз сестёр в Тифлис.
С детства близкий знакомый, а затем соратник своего земляка Сталина. Тот, будучи у него репетитором русского языка, привлёк его к революционной работе. Под влиянием Сталина и Вардаянца он познакомился с марксизмом. В 1901 году вступил в РСДРП, два года исполнял технические поручения и получил партийную кличку «Камо». Руководил молодёжной группой при Тифлисском комитете партии. В 1903 году вошёл в союзный кавказский комитет РСДРП. Организатор подпольных типографий, денежных «экспроприаций», доставки из-за границы пропагандистской литературы и оружия, в чём ему помогал Борис Стомоняков. Активно участвовал в отправке делегатов на II съезд РСДРП.

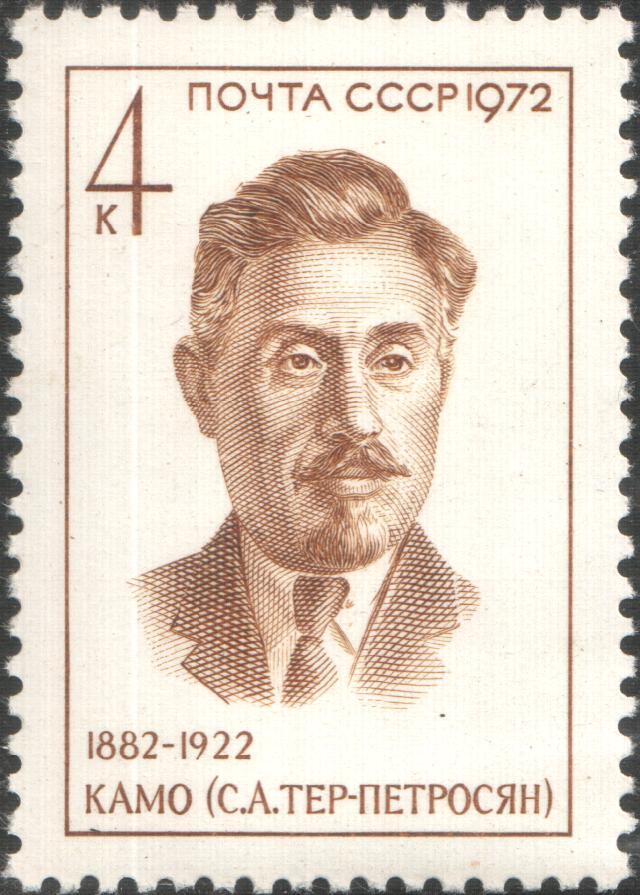
Почтовая марка СССР, 1972 год

В ноябре 1903 года был впервые арестован, спустя 9 месяцев бежал из тюрьмы. В 1904 году примкнул к большевикам. В 1905 году приехал в Тифлис, где в декабре того же года во время восстания был ранен, избит и арестован. Активный участник революции 1905 года. Просидев в тюрьме два с половиной месяца и поменявшись фамилией с неким грузином, сумел скрыться. Участвовал в организации побега 32 заключённых из Метехского замка. В 1906 году по заданию боевой группы при ЦК РСДРП побывал в Петербурге, Финляндии, Швеции, Германии; работал с председателем комиссии ЦК по закупке оружия М. М. Литвиновым. Участвовал в доставке в Россию закупленного большевиками за границей оружия, однако корабль с ним из Болгарии затонул по пути. В 1907 году под именем князя Дадиани ездил в Финляндию, был у Ленина и вернулся с оружием и взрывчатыми веществами в Тифлис. Участвовал в нашумевшем в своё время ограблении филиала Государственного банка в Тифлисе (13 июня 1907 года), организованном Сталиным. Однако «тифлисский экс» не принес положительных результатов. Из воспоминаний Надежды Крупской: «Деньги от тифлисской экспроприации были переданы большевикам на революционные цели. Но их нельзя было использовать. Они были в пятисотках, которые надо было разменять. В России этого нельзя было сделать, ибо в банках всегда были списки номеров, взятых при экспроприации пятисоток. И вот группой товарищей была организована попытка разменять пятисотки за границей одновременно в ряде городов. В Париже при этой попытке попался Литвинов — будущий нарком иностранных дел, в Женеве подвергся аресту и имел неприятности Семашко — будущий нарком здравоохранения. Впрочем, часть добычи удалось реализовать… Чтобы не было в Европе компрометирующих партию новых попыток размена экспроприированных пятисоток, в 1909 г., по настоянию меньшевиков, оставшиеся неразмененные билеты решено было сжечь».
В августе 1907 года Камо уехал в Берлин.
По наводке провокатора Якова Житомирского немецкая полиция провела 9 ноября 1907 года обыск на берлинской квартире Камо, где было найдено большое количество оружия, а также чемодан с двойным дном, заполненным взрывчаткой, и литература революционного содержания. Сам Камо был арестован. По результатам обследования Камо, проведенного немецкими врачами после его ареста, в Моабитской тюрьме, его признали душевнобольным. Камо притворился неизлечимым сумасшедшим, который не чувствует боли при избиениях. Приглашённый эксперт заметил: «Терпеть, не показывать боль можно, но, как бы там ни было, а зрачки при ней непроизвольно расширяются. Во всех случаях». Однако, когда тюремщики провели по руке арестанта раскалённым шомполом, а тот не дрогнул, хотя расширенные зрачки его выдали, светило, потрясённый мужеством этого человека, выдал заключение о невменяемости.
В конце 1909 года как неизлечимый больной был выдан России, доставлен в Тифлис и помещен в тюрьму, а затем в больницу.
В августе 1911 года бежал из Тифлисской психиатрической больницы, где находился под охраной. Как свидетельствовал арестованный служитель больницы, оказавший Камо помощь в организации побега: «Он при докторах и надзирателях вёл себя иначе, чем без них: при них он говорил бог знает что, а без них рассуждал как здоровый».
Уехал через Батум за границу. Был в Париже у Ленина, который снабдил его деньгами. Из Парижа поехал в Константинополь, а оттуда в Болгарию. При попытке вернуться на Кавказ арестовывался турецкими властями, но сумел добиться освобождения, назвавшись турецким агентом. Вернувшись в Россию, предпринял в 1912 году попытку устроить экспроприацию денежной почты на Коджорском шоссе. Ограбление не удалось, Камо был ранен, арестован и опять помещён в Метехский замок. Приговорён к смертной казни по каждому из четырёх инкриминируемых дел. Прокурор суда Голицынский, симпатизировавший Камо, затянул посылку приговора на утверждение, дотянув до объявления амнистии по случаю трёхсотлетия дома Романовых. Приговор Камо был заменён двадцатилетней каторгой. С 1915 года отбывал заключение в Харьковской тюрьме. «Он собирался бежать, как граф Монте-Кристо — притворившись мертвецом, — пишет С. Монтефиоре, — но вовремя узнал, что тюремщики головы умерших в тюрьме разбивали кувалдами — на всякий случай».
Освободился из тюрьмы во время Февральской революции, уехал в Москву, затем в Петроград. Работал в Бакинском совете и ЧК, затем в Москве готовил группу для борьбы в тылу у Деникина.
Осенью 1919 года доставил в Баку по морю оружие и деньги для подпольной партийной организации и партизан Северного Кавказа. В январе 1920 года был арестован в Тбилиси меньшевистским правительством и выслан. В апреле 1920 года принимал активное участие в подготовке вооружённого восстания за власть Советов в Баку.
В мае 1920 года приехал в Москву, учился в Академии Генштаба. В 1921 году работал в системе Внешторга, в 1922 году — в Наркомфине Грузии. Работал в таможенных органах. Как отмечают: «Существует версия, что он сам хотел работать в силовых структурах революционного государства, но перенесенные страдания сделали его психически неуравновешенным, а потому Сталин решил не рисковать».
В. И. Ленин характеризовал его как «человека совершенно исключительной преданности, отваги и энергии».
13 июля в 11 часов вечера Камо ехал на велосипеде по Верийскому спуску (ныне — улица Михаила Джавахишвили) Тифлиса, где попал под встречный грузовой автомобиль. С тяжёлой черепно-мозговой травмой, в бессознательном состоянии он был доставлен самим водителем грузовика в ближайшую Михайловскую больницу, где скончался через несколько часов 14 июля 1922 года. «Удар был настолько силён, — писала тифлисская газета, — что товарища Камо отбросило в сторону, и, ударившись головой о тротуарную плиту, он потерял сознание… В больнице, не приходя в себя, он скончался».
Камо был погребён в Пушкинском сквере Тифлиса. Однако в связи с приходом в 1991 году к власти в Грузии Звиада Гамсахурдиа возникла угроза сохранности захоронения известного большевика и родственники перенесли прах Камо на Вакийское кладбище, к могиле его родной сестры Джаваир.
Жена — Софья Васильевна Медведева-Тер-Петросян (1874—1964), врач, внучка Вл. В. Стасова, вышла замуж в 1920 году.
Награждён орденом Красного Знамени Грузинской ССР.

## Псевдоним
Сам Камо на одном из политических допросов в 1909 г. о происхождении своего нового имени говорил: "Ещё тогда, я учился в горийском городском училище, меня товарищи в насмешку называли «Каму» за то, что я неудачно отвечал один раз по-русски, на вопрос учителя вместо «чему», я сказал «каму» (из протокола № 28 допроса Камо в Тифлисе 19.10.1909 г.). По утверждению Семанова и Кардашова, эту кличку ему дал Иосиф Джугашвили (Сталин). Прозвище понравилось Камо, оно, по его мнению, было интернациональным.

## Память

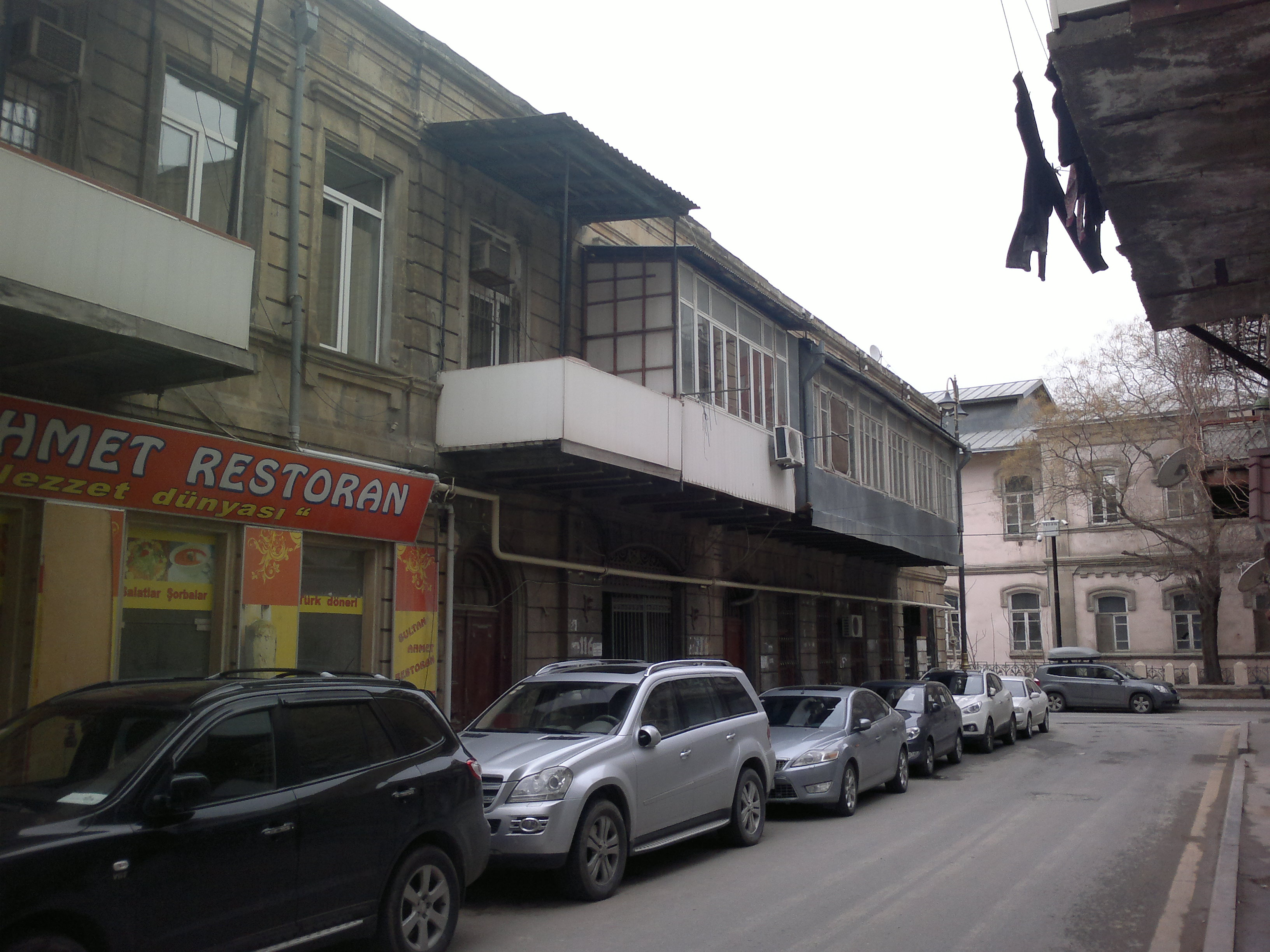
Улица Сулеймана Рагимова в Баку, когда-то носившая имя Камо

Посмертная слава «художника революции», как называл Камо Максим Горький, как локально, в советском Закавказье, так и на территории остального СССР была огромной. Ему посвящались книги и статьи, стихи и поэмы. Его партийно-боевым псевдонимом называли улицы и площади, школы и предприятия, совхозы и районы. Его именем называли мальчиков в Армении. С 1982 года и до распада СССР в городе Гори работал музей Камо — две комнатки в небольшом здании. Ранее неофициальный музей был устроен в квартире сестры Камо, Джаваир Хутулашвили, в доме 3/5 по улице Галактиона Табидзе в Тбилиси.
С 1959 по 1996 год имя Камо носил город Нор-Баязет в Армении, нынешний Гавар.
В советский период именем Камо назывались одна из улиц города Баку (Нижняя Приютская) (сегодня — улица Сулеймана Рагимова), Еревана (ныне — Ин Ереванцу), Тбилиси (сегодня — улица Дмитрия Узнадзе).

## Роль в революционной борьбе
Секретарь Политбюро ВКП(б) в 1920-х годах Б. Г. Бажанов, бежавший в Париж в 1928 году, в своих воспоминаниях писал:

Лидеры в эмиграции (были) постоянно заняты поисками средств. … Анархисты и часть социалистов-революционеров нашли способ добывать нужные средства — просто путём вооружённых ограблений капиталистов и банков. Это на революционном деловом жаргоне называется «экс-ами» (экспроприациями). Но братские социал-демократические партии, давно играющие в респектабельность и принимающие часто участие в правительствах, решительно отвергают эту практику. Отвергают её и русские меньшевики. Нехотя делает декларации в этом смысле и Ленин. Но Сталин быстро соображает, что Ленин только вид делает, а будет рад всяким деньгам, даже идущим от бандитского налёта. Сталин принимает деятельное участие в том, чтобы соблазнить некоторых кавказских бандитов и перевести их в большевистскую веру. Наилучшим завоеванием в этой области является Камо Петросян, головорез и бандит отчаянной храбрости. Несколько вооружённых ограблений, сделанных бандой Петросяна, приятно наполняют ленинскую кассу (есть трудности только в размене денег). Натурально Ленин принимает эти деньги с удовольствием. Организует эти ограбления петросяновской банды товарищ Сталин. Сам он в них из осторожности не участвует.

Предложенная Камо программа чистки большевистской партии от действительных и потенциальных полицейских осведомителей была жёсткой. Суть предложения Камо состояла в идее переодеть в форму жандармерии нескольких боевиков и самого Камо и произвести ложные аресты ведущих большевистских активистов в России: 
Придём к тебе, арестуем, пытать будем, на кол посадим. Начнёшь болтать: ясно будет, чего ты стоишь. Выловим так всех провокаторов, всех трусов.
Известен случай, когда Камо, выявляя «крота» в своих рядах, имитировал захват собственной группы белогвардейцами:

Бойцов отряда захватили, разоружили, связали и поставили в один ряд — якобы для расстрела. Перед ними — окровавленный «труп» командира. Тут же его «сердце» — кровавый комок на полу. Тем, кто раскается или объявит себя противником коммунистов, была обещана пощада. В отряде трусов не нашлось. Но один из бойцов заявил, что является агентом Пилсудского. Таким образом Камо удалось обнаружить предателя.— армянский публицист Эдуард Аянян
Светлана Аллилуева в своей книге «Двадцать писем к другу»  писала об этом так: 
«Чтобы закончить портреты маминых братьев, надо сказать несколько слов о Федоре. Он не избежал общей участи своей семьи, — судьба сломила его только немного раньше, чем других. Это был молодой человек с незаурядными способностями <...>. На войне ему захотелось в разведку, — его решил взять к себе Камо, легендарный, бесстрашный Камо, хорошо знавший его родителей еще по Тифлису. Но Камо не рассчитал. То, что могли вынести, не моргнув глазом он сам и его разведчики, обладатели стальных нервов, было не под силу другим... Он любил делать «испытания верности» своим бойцам. Вдруг инсценировал налет: всё разгромлено, все захвачены, связаны, на полу — окровавленный труп командира... Вот лежит, тут же, его сердце — кровавый комок на полу... Что будет делать теперь боец, захваченный в плен, как поведет себя? Федя не выдержал «испытания». Он сошел с ума тут же, при виде этой сцены... И болел долго, всю жизнь. И навсегда остался полуинвалидом — добрый, умный человек, проглатывавший книги по всем наукам, писавший без конца какие-то статьи, труды, пьесы».

## Образ в кино
Советская киностудия «Арменфильм» сняла трилогию о приключениях Камо, главную роль в которой исполнил актёр Гурген Тонунц:
- Лично известен (1957)
- Чрезвычайное поручение (1965)
- Последний подвиг Камо (1973)

Также
- 1971 - Красный дипломат. Страницы жизни Леонида Красина. В роли Олег Хабалов